# توماس كيسر
توماس كيسر (بالإنجليزية: Thomas Keiser)‏ هو لاعب كرة قدم أمريكية أمريكي، ولد في 28 مارس 1989 في Hollidaysburg, Pennsylvania ‏ في الولايات المتحدة.

## وصلات خارجية
- توماس كيسر على موقع مرجع كرة القدم المحترفة.كوم (الإنجليزية)